# الحواسيب والكتابة
الحواسيب والكتابة هو اسم حقل فرعي من دراسات اللغة الإنجليزية الكلية التي يخصص أعضاءها للدراسة الأكاديمية لكيفية تأثير أجهزة الكمبيوتر، فضلا عن غيرها من التقنيات الرقمية ذات الصلة، على محو الأمية وعملية الكتابة. نطاق التحقيق في هذا المجال واسع جدا ويمكن أن تشمل دراسات متنوعة مثل أعمال نظرية ألعاب الفيديو إلى دراسة كمية من طلاب الجامعات في السنة الأولى باستخدام مايكروسوفت وورد. وتشمل بعض المواضيع التي يتم تناولها بشكل متكرر نظرية النص التشعبي، الخطابات البصرية، تأليف الوسائط المتعددة، التعلم عن بعد، الخطابات الرقمية أو الدرجات الإلكترونية، دراسات الاستخدام، تشكيل ودورات حياة المجتمعات عبر الإنترنت، وكيف تغير وسائل الإعلام المختلفة ممارسات القراءة والكتابة، والاتفاقيات النصية، والأنواع. وهناك مواضيع أخرى تتناول القضايا الاجتماعية أو الحرجة في تكنولوجيا الحاسوب ومحو الأمية، مثل قضايا "الفجوة الرقمية"، والوصول المنصف إلى موارد الكتابة الحاسوبية، والمعارف التكنولوجية الحاسمة. 

## المجال
هذا المجال، الذي (في الولايات المتحدة، على الأقل) نشأ من الدراسات البلاغية والتكوينية، هو متعدد التخصصات، والأعضاء أيضا القائمين بالعمل العلمي والتدريس في مجالات متحالفة ومتنوعة مثل الاتصال التقني والمهني، وعلم اللغة، وعلم الاجتماع، والقانون. أهم المجلات الداعمة لهذا المجال هي أجهزة الكمبيوتر والتركيب، الحواسيب والتكوين على الإنترنت، وكايروس: مجلة البلاغة، والتكنولوجيا، والتربية. على الرغم من عدم وجود منظمة مهنية واحدة تغطي هذا المجال، توجد بوابة موارد المعلومات على http://computersandwriting.org. المؤتمر المهني المعني بتشكيل الكليات والاتصال له لجنة تعرف باسم (لجنة التنسيق المعنية بالحاسوب في التركيب والاتصالات)، والتي تقوم باختيار مضيفين في الموقع والإنترنت لمؤتمر الكمبيوتر والكتابة وتنسق «جائزة المبتكر التكنولوجي» المقدمة في ذلك المؤتمر السنوي.

## بيداغوجيا
تشجع الحواسيب وكتابة البيداغوجيات الطلاب على التفكير النقدي في الصلات بين التكوين والتكنولوجيا ووسائل الإعلام. من خلال استكشاف مفاهيم معقدة مثل الخطابة البصرية، وقضايا الوصول، والآثار الاجتماعية للكتابة على الإنترنت، يتعلم الطلاب التطبيقات العملية والآثار المترتبة على الكتابة باستخدام التكنولوجيا. الطلاب والمعلمين، معا، استجواب الكمبيوتر كبيئة حيث يمكن تسهيل الكتابة في مجموعة متنوعة من الطرق الناجحة. ويوجه اهتمام خاص إلى إنتاج واستهلاك النصوص الإعلامية الرقمية والمتعددة الوسائط والجديدة. كما تعتبر الحواسيب والكتابة التربوية معرفة الطلاب السابقة بالحواسيب والمهارات التكنولوجية كأصل. ويبدو أن غالبية الحواسيب وكتاب الكتابة يتفقون على أن إشراك الطلاب في إنتاج هذه النصوص متعددة الوسائط / الرقمية أمر بالغ الأهمية لعملية التعلم في اللحظة التي غرست فيها رقميا، ولكن أفضل السبل للقيام بذلك هو أمر مثير للجدل إلى حد ما. 
يجب أن تكون الحواسيب وكتابة البيداغوجيات ديناميكية وقابلة للتكيف مع الطرق التي تعمل بها التكنولوجيا، ووسائل الإعلام، والمساحات الاجتماعية والسياسية في حالة مستمرة من التدفق. وتتوسع المناقشات حول التفاوض حول التحولات النموذجية في المجلات التأديبية، ويقوم المعلمون باستمرار بتطوير نهج جديدة تتفاعل مع التطورات في التكنولوجيا الرقمية والنصوص الإعلامية الجديدة وتستفيد منها. ولأن معظم الباحثين في هذا المجال يعملون ضمن نظام جامعي يميز الوسائط المطبوعة عبر النص الرقمي، فإن الكثير من الأعمال التي أنتجها هؤلاء المعلمون والباحثون وخصصوها لا تزال تقليدية نسبيا. في حين ينبغي أن تشجع الحواسيب وعلم التربية على استخدام أخذ العينات، وإعادة التشكيل، ومشاركة الملفات التي تدعو الطلاب إلى تصور أنفسهم كمنتجين أو مؤلفين مشاركين للمقطوعات الرقمية وكذلك المستهلكين، فإن هذا ليس دائما هدفا يمكن تحقيقه. في التحول التربوي النموذجي أن الحواسيب وتكوين العلماء تسعى ل، والطلاب تلعب دورا حيويا في بناء وتحويل المعرفة.

## الكتابة في عصر تكنولوجيا الاتصالات
في عصر تكنولوجيا الاتصالات، يتعاون الهواة والخبراء في إنشاء مجتمعات افتراضية واستدامتها وتطويرها استنادا إلى ما يطلق عليه جي أند هايز (2011) «مساحات تقارب عاطفية» أو المجتمعات التي تنظم حول «مسعى مشترك أو مصلحة أو شغف». يمكن للتكنولوجيا، على وجه التحديد المدونات، أن تكون وسيلة ممتازة لبناء مجتمعات التعلم ومساعدة الطلاب على تعلم الكتابة بشكل تلقائي للرد على مختلف الجماهير والاستجابة لها من خلال جعل كتاباتهم عامة. في مجال اللعب الظاهري، المعرفة والموهبة المسألة أكثر من درجة والعضوية المهنية، لذلك هذه المساحات توفر للطلاب بيئة تعليمية جديدة ومساحة للتعاون على إنتاج وتوزيع المعرفة.